# Койн, Ирмгард
Ирмгард Койн (также Ирмгард Кейн, нем. Irmgard Keun; 6 февраля 1905, Шарлоттенбург — 5 мая 1982, Кёльн) — немецкая писательница и сценаристка.

## Биография
Ирмгард Койн родилась в 1905 году. С 1913 года вместе с семьей жила в Кёльне. В 1921 году окончила лютеранскую женскую школу. Работала стенографисткой, в 1925—1927 годах посещала курсы актёрского мастерства. Безуспешно пробовала играть на театральной сцене в Грайфсвальде и Гамбурге. В 1929 году отказалась от дальнейшей актёрской карьеры. Под влиянием немецкого писателя Альфред Дёблина занялась литературным творчеством.
В 1932 году вышла замуж за писателя Иоганнеса Тралова, который был старше её на 23 года. Их брак распался в 1937 году.
В 1933—1934 года после прихода к власти фашистов книги Ирмгард Койн были изъяты, запрещены нацистами и подвергались публичному сожжению. В 1936 году писательница вынуждена была эмигрировать в Бельгию, затем в Голландию. После немецкого вторжения в Нидерланды она вернулась в 1940 году в нацистскую Германию, где ей удалось нелегально прожить 5 лет, благодаря распространившемуся известию о её самоубийстве.
Ирмгард Койн умерла от рака в 1982 году.

## Творчество
Первый же роман И. Койн «Гильги — одна из нас» (1931), написанный в стиле, соотносимом со школой новой вещественности, в художественной форме отображал закат Веймарской республики, принёс писательнице признание читателей и коммерческий успех. Не менее популярной была и следующая книга, «Девушка из искусственного шелка» (1932).
В голландских эмигрантских издательствах вышли её романы «Девочка, с которой детям не разрешали водиться» (1936), «После полуночи» (1937), «Поезд третьего класса» (1938). Среди друзей И. Койн в этот период времени были Э. Э. Киш, Г. Кестен, С. Цвейг, Э. Толлер, Э. Вайсс, Г. Манн и др.
В 1936—1938 годах И. Койн связывали романтические отношения с австрийским писателем Йозефом Ротом, которые оказали положительное влияние на её литературное творчество. Вместе с Ротом она путешествовала по Европе, жила в Париже, Вильно, Львове, Варшаве, Вене, Зальцбурге, Брюсселе и Амстердаме.
После войны творчество писательницы было забыто на родине, интерес к ней угас; написанный в 1950 году роман «Фердинанд, человек с дружелюбным сердцем» не имел успеха. Она пытался восстановить потерянные дружеские и литературные контакты, встречалась с Дёблином, вела многолетнюю переписку с Германом Кестеном.
И. Койн, пытаясь заработать на жизнь, работала журналистом, стала писать небольшие тексты для радио и кабаре, но так и не смогла восстановить свои позиции в литературе.
Издание написанного в эмиграции не могло обеспечить Койн материального благополучия, с 1960-х годов её вообще перестали публиковать. Писательница оказалась в бедственном положении, начались проблемы с алкоголем, в связи с чем она была помещена в психиатрическую лечебницу, где находилась до 1972 года.
В 1979 году состоялся вечер встречи с читателями, на котором писательница читала отрывки из своих произведений, затем в журнале Stern вышла посвященная ей статья. Эти события послужили толчком к возрождению интереса к творчеству Ирмгард Койн. Тогда же появились и переиздания её ранних книг.
Писательская карьера И. Койн началась с сатирических романов, критиковавших немецкое общество и описывавших жизнь молодых женщин в Веймарской республике. Основное направление произведений — личная независимость, необходимость заботиться о себе самой, самоутверждение, чтобы выжить в нелегких условиях буржуазного общества. Героини Койн сообразительны, обладают чувством реальности и правом на счастливую жизнь, хотя по-прежнему зависят от власти денег и внимания мужчин.
Книги писательницы с её ассоциативно-остроумным и подчас агрессивным стилем написаны, зачастую, на разговорном языке, напоминающем киносценарии.
В более поздних работах писала о попытках сопротивления нацизму, о жизни в изгнании, например, в романе «После полуночи», в котором она описывает повседневную жизнь в нацистской Германии и пессимистическую картину бесполезности сопротивления личности диктатуре.
Койн также писала для детей. Книга «Девочка, с которой детям не разрешали водиться» — очень смешная повесть об искренней, смелой и решительной девочке, которая не может усидеть на месте.

## Избранная библиография
- Всего лишь женщина. (Все ещё женщина)
- Девочка, с которой детям не разрешали водиться
- Девушка из искусственного шелка
- Гильги — одна из нас
- Картина и стихотворение из эмиграции
- Когда нам будет хорошо
- После полуночи
- Поезд третьего класса
- Ребенок страны
- Фердинанд — человек с открытым сердцем
- Цветущий невроз
- Штука шутка
- Я живу в потоке вихря

## Сценарии
- 1959 — Девушка в искусственном шёлке
- 1981 — После полуночи

## Память
- Скульптурная фигура писательницы И. Койн помещена на башне Кёльнской ратуши в числе других знаменитых жителей Кёльна.